# 지열 발전

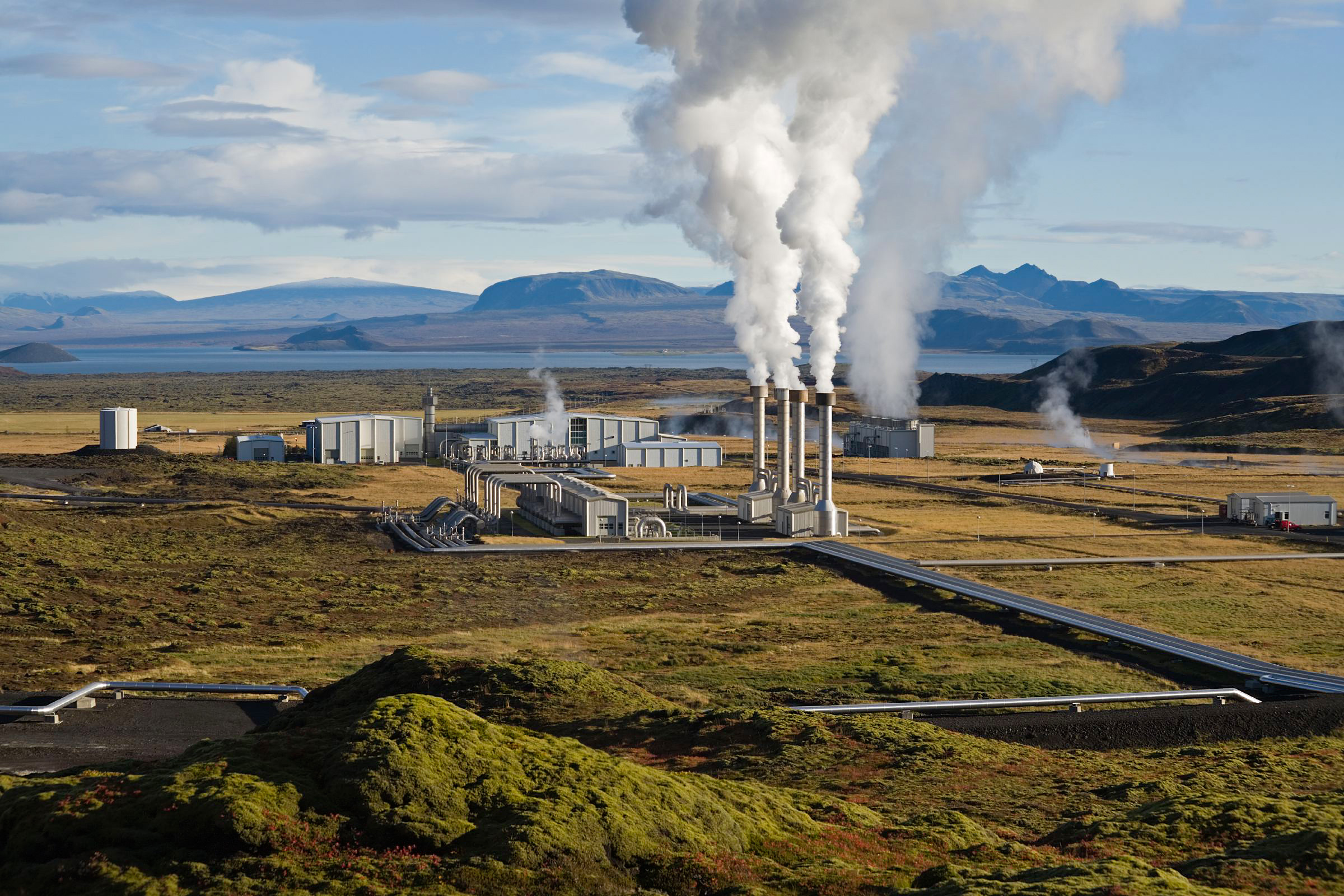
아이슬란드에 위치한 한 지열발전소에서 증기가 뿜어져 나오고 있다.

지열 발전(地熱發電, 영어: geothermal power)은 지구 내부의 지열을 이용하여 전력을 생산하는 방법이다.
지열 에너지의 근원은 방사성 물질의 방사성 감소와 화산 활동, 지표면에 흡수된 태양 에너지 등이다. 구석기 시대에는 지열 에너지로 데워진 물에서 목욕을 했으며, 고대 로마 시대에는 지열 에너지를 이용해 난방을 하기도 했으며, 오늘날에는 지열을 이용해 전력을 생산하기에 이르렀다. 최초의 지열발전은  1904년에 이탈리아 라데렐로에서 시작되었으며, 이어서 미국, 뉴질랜드, 멕시코, 일본 등이 지열 발전을 적극적으로 보급하고 있다. 2023년 7월 기준 전 세계적으로 약 16,127MW의 전력이 37개국에서 생산되고 있다. 그 외에 지역난방, 온수 공급, 공업적 용도, 담수화, 농업 등에 사용되는 지열의 용량은 28 기가와트에 이른다.

지열 발전은 비용이 적게 들며, 오랜 기간동안 꾸준한 전력을 얻을 수 있으며, 환경 친화적이다. 그러나, 지열 발전은 시설 투자 비용이 많이 들어 채산성(수입과 지출이 맞아서 이익이 있는 성질)이 떨어지며 화산 지대가 있어야 하는 단점이 있었다. 최근엔 기술 발전의 도움으로, 더 넓은 지역에서도 지열을 이용한 가정 난방등이 가능하게 되면서 지열 발전의 발전 가능성을 보여주었다. 지열 발전도 지구 내부에 존재하는 온실 가스를 일부 방출시키긴 하지만, 화석 연료를 사용했을때의 온실 가스 방출량보다는 훨씬 적다. 따라서 지열 발전이 화석 연료를 대체한다면 지구 온난화 문제를 해결하는데 조금이라도 도움을 줄 수 있을 것이다.
이론적으로 지구의 지열 에너지는 인류의 에너지 수요량을 모두 충족시키기에 충분하지만, 실제로 채산성이 충분한 양은 일부분에 불과하다. 실제로 현재의 시추기술로 개발 가능한, 대륙 지각 깊이 3 km 까지의 에너지 저장량은 인류가 10만 년 동안 사용할 수 있는 양이지만, 지열 자원의 지역적 편재성 및 기술적인 문제로 현재 사용되고 있는 지열 에너지 자원의 양은 전 세계적으로 적은 양이다. 또한 깊은 곳에 위치한 지열 에너지를 이용하는 것은 비용이 너무 많이 든다. 지열 발전의 미래는 기술의 발전, 에너지의 생산가, 국가 보조금의 지원, 이율 등에 달려있는 것이다.

## 지열 에너지의 근원
지열 에너지의 근원은 상부지각에 있는 우라늄(U235, U238), 토륨(Th232), 칼륨(K40) 등 방사성 동위원소의 붕괴에 의한 열과, 지구 내부 마그마에 의한 것이다. 이중 방사성 동위원소의 붕괴에 의한 지열이 전체 지열의 약 83%인 것으로 알려져 있다. 평균적인 지온 증가율은 100 m 당 2.5~3도인 것으로 알려져 있으나, 지열이 많아 지온 증가율이 평균보다 10배 이상 크게 나타나는 지역도 있다. 우리나라 평균 지온경사는 1 km 당 25도이며 평균 지표 지열류량은 65 mW/m2이다.

## 지열 발전 방식
지열 발전은 지열 에너지를 이용하여 전력을 생산한다. 지열 발전 직접 이용 방식은 터빈 구동에 필요한 고온의 열원을 지중에서 직접 추출한다. 수 km로 천공된 보어홀을 통해 지열수 또는 증기를 추출하여 터빈 구동의 열을 추출한다. 건증기(dry  steam) 지열발전, 습증기 또는 플래시증기(wet or flash steam) 지열 발전, 바이너리(binary) 사이클 지열발전이 여기에 속한다. 간접 이용 방식은 열원을 인위적으로 만들어 터빈을 구동한다. 지중의 뜨거운 암반층까지 보어홀을 시추하고, 이 안으로 물을 주입하여 고온의 물이나 수증기를 만든 후, 이를 다시 지상의 터빈으로 공급하여 전기를 생산하는 방식이다. 이 기술은 EGS(Enhanced Geothermal Systems) 지열 발전으로도 불린다. 이는 3세대 지열 활용기술로서, 현재 미국을 비롯한 유럽의 선진국들이 연구 개발에 많은 투자를 하는 분야이다.
- 건증기 지열 발전 : 건(乾)증기를 이용하는 지열 발전은 가장 오래된 지열 발전 방식이다. 그러나 증기 발생 지역에 설치되어야 하는 지역적인 제약 조건으로 방식으로 널리 보급된 방식은 아니다. 따라서 한국에 이 방식을 도입하기에는 부적절하다. 본 방식은 완전 포화 상태 또는 약간의 과열 상태의 증기를 하나 또는 여러 개의 보어홀에서 추출한 후 배관을 통해 발전 설비의 터빈으로 직접 보내어 전기를 생산한다. 이때 보어홀 상부와 증기배관 사이에 이물질 제거기를 설치하여, 터빈 블레이드가 손상되는 것을 방지한다.
- 습증기 지열 발전 : 습증기 지열발전은 현재 가장 널리 보급된 방식이며, 터빈의 단에 따라 1단, 2단 등으로 구분할 수 있다. 습증기 지열 발전 플랜트의 보어홀에서 추출되는 증기는, 지열수와 증기의 2상 혼합물(two phase mixture)이다. 이 혼합물의 건도(quality)는 저장소 내 지열유체의 상태와 보어홀의 크기에 좌우되는 값이다. 아울러 건도는 보어홀 헤드의 압력에 영향을 받는다. 압력은 헤드밸브 또는 오리피스(orifice plate)에 의해 조절되고, 보어홀에서 추출한 습증기를 기상(氣狀)과 액상(液狀)으로 분리한 후 기상인 증기만 이용한다. 단 습증기 사이클은 기/액분리기에서 분리된 액상을 주입정으로 바로 환원하는 방식이다. 이때 환원되는 지열수는 높은 온도를 유지하  때문에 지역 난방 등에 활용되기도 한다. 반면 기계적인 장치를 통해 지열수를 1단 사이클의 증기압 보다 상대적으로 낮은 압력으로 증발시킨 후, 이 증기로 저압 터빈을 추가로 구동하는 방식이 2단 습증기 사이클이다.
- 바이너리 사이클 지열 발전 : 지하에서 추출한 저온의 지열수(70∼120°도)는 터빈과 접촉하지 않고, 중간에 설치한 열교환기에서 끓는점이 지열수보다 낮은 2차 유체(流體)를 증발시킨 후, 이 증기를 이용하여 터빈을 구동한다. 즉 2차 유체의 증발에 필요한 열원이 지열수인 것이다. 바이너리 사이클의 2차 유체로 유기화합물을 작동유체로 사용하기 때문에 유기랭킨사이클로도 불린다. 본 방식의 장점은 낮은 온도의 지열수를 열원으로 이용하여 발전이 가능하다는 것이다. 그러나 효율이 상대적으로 낮기 때문에 지역 난방과 연계한 열병합 발전 방식을 채택하여 경제성을 확보하고 있다.
- EGS 발전 : 자연적인  열원을, 인공 함양한 지열수를 통해 발전한다. 예를 들어, 지열발전소의 터빈을 구동하기 위한 지열수는 사용 후 특정한 환원정을 통하여 저류층으로 다시 주입할 수 있다. 이러한 방법으로 자연적인 함양에 인공적인 함양이 더해지게 되며, 재주입을 통해 지열 발전소 가동에 따른 환경충격을 크게 줄여주는 한 방법으로 널리 채택되고 있다. 이러한 인공함양은 지열에너지의 재생 또는 유지에 기여할 수 있다.

## 국가별 개발 상황
| 국가         | 발전 용량 (MW) 2007년 | 발전 용량 (MW) 2010년 | 생산된 총 전력량중 지열발전이 차지하는 비율 |
| ------------ | --------------------- | --------------------- | ------------------------------------------- |
| 미국         | 2687                  | 3086                  | 0.3%                                        |
| 필리핀       | 1969.7                | 1904                  | 27%                                         |
| 인도네시아   | 992                   | 1197                  | 3.7%                                        |
| 멕시코       | 953                   | 958                   | 3%                                          |
| 이탈리아     | 810.5                 | 843                   |                                             |
| 뉴질랜드     | 471.6                 | 628                   | 10%                                         |
| 아이슬란드   | 421.2                 | 575                   | 30%                                         |
| 일본         | 535.2                 | 536                   | 0.1%                                        |
| 엘살바도르   | 204.2                 | 204                   | 14%                                         |
| 케냐         | 128.8                 | 167                   | 11.2%                                       |
| 코스타리카   | 162.5                 | 166                   | 14%                                         |
| 니카라과     | 87.4                  | 88                    | 10%                                         |
| 러시아       | 79                    | 82                    |                                             |
| 터키         | 38                    | 82                    |                                             |
| 파푸아뉴기니 | 56                    | 56                    |                                             |
| 과테말라     | 53                    | 52                    |                                             |
| 포르투갈     | 23                    | 29                    |                                             |
| 중국         | 27.8                  | 24                    |                                             |
| 프랑스       | 14.7                  | 16                    |                                             |
| 에티오피아   | 7.3                   | 7.3                   |                                             |
| 독일         | 8.4                   | 6.6                   |                                             |
| 오스트리아   | 1.1                   | 1.4                   |                                             |
| 호주         | 0.2                   | 1.1                   |                                             |
| 태국         | 0.3                   | 0.3                   |                                             |
| 총           | 9,731.9               | 10,709.7              |                                             |

이 외에도 많은 국가들이 지열 발전의 잠재적인 가능성을 깨닫고, 자국의 지열 자원을 탐사하는데 서로 나서고 있다. 그러나 대한민국을 비롯해 브라질, 몽골, 말레이시아 등의 국가들은 지열 에너지 개발에 대해서 특별한 노력을 기울이지 않는 것으로 나타났다. 포항 지열발전소가 2017년 발생한 규모 5.4 지진의 원인으로 지목되기도 했다.

## 한국의 지열
한국에서의 지열 연구는 온천 조사로부터 시작되었다. 1924년 이래 한반도의 대표적인 온천들이 조사되었고, 1990년대에 들어서는 지열 에너지를 개발하여 활용하고자 하는 사업이 시작되어 마산, 창원 및 제주도 지역에서 지열 개발을 위한 연구가 수행된 바 있으나 실제 개발을 위한 시추까지 이르지는 못하였다. 2000년대 이후에는 한국지질자원연구원을 중심으로 본격적인 지열 개발 연구가 수행되었다. 그 결과 김형찬(2004), 송윤호(2005) 등에 의해 다음과 같은 사실이 알려졌다.
- 1:1,000,000 수치지질도에 근거하여 암상별, 지질연대별, 모호면 깊이 분포와 지열류량의 상관관계를 분석한 결과, 암석의 연대가 젊을수록, 그리고 변성암 보다는 퇴적암 계열의 지열류량이 높으며 모호면의 깊이가 얕을수록 지열류량이 높아지는 것으로 나타났다.
- 일부 유명 온천 지대에서 국부적으로 높은 지열류량 값이 나타난다.
- 경상북도 포항시와 양산 단층 지역은 지열류량이 높으며 열전도도가 낮은 신생대 제3기 퇴적층이 두껍게 분포하여 지온증가율도 지하 1 km 당 40도 이상으로 높게 나타난다. 양산 단층 및 주변 단층대를 따라 지열류량이 높게 나타나는 것은 단층대가 지하 깊은 곳까지 연장되어 광역적으로 열의 흐름을 야기하기 때문인 것으로 판단된다.

한국은 평균적으로 지하 1 km 당 25도가 높아지며 평균 지표 지열류량은 65mW/m2이다. 지체 구조별 지표 지열류량, 평균 열생산률, 평균 지열류량, 맨틀 지열류량 수치는 다음과 같다.
| 지체 구조                  | 경기 육괴 | 옥천 습곡대 | 영남 육괴 | 경상 분지 | 연일 분지 |
| -------------------------- | --------- | ----------- | --------- | --------- | --------- |
| 지표 지열류량 평균 (mW/m2) | 68.5      | 64.9        | 60.1      | 72.4      | 75.4      |
| 평균 열생산율 (µW/m2)      | 2.06      | 2.01        | 2.14      | 1.66      | 1.96      |
| 평균 지열류량 (mW/m2)      | 68.75     | 64.88       | 60.12     | 72.38     | 75.44     |
| 맨틀 지열류량 (mW/m2)      | 45.50     | 42.08       | 35.61     | 53.25     | 54.09     |

한국에서는 지표 지열류량이 높은 지역은 중서부 남동부 그리고 북동부 지역이며 지열류량이 낮은 지역은 남서부 지역이다. 지표 지열류량이 높은 지역에서 낮은 열생산율을 보이는 경향으로 미루어 우리나라는 상부지각의 열생산율이 지표 지열류량을 결정짓는 주요한 요소가 아님을 알 수 있다. 또한 경상 분지와 연일 분지의 높은 지표 지열류량의 원인은 높은 맨틀 지열류량의 영향임을 알 수 있다. 우리나라의 남동부에 위치하는 경상 분지는 우리나라의 평균 지표 지열류량보다 상대적으로 높은 평균 지표 지열류량을 보이며 경상분지의 서부 지역에서 동해의 울릉 분지 방향으로 지표 지열류량이 점진적으로 증가하는 특징을 보인다. 경상 분지의 높은 지표 지열류량은 동해 확장으로 인한 대륙과 해양 사이의 전이대에서 점진적으로 증가하는 맨틀 지열류량이 가장 주요한 요인으로 판단된다.
우리나라의 지표에서 5 km 깊이까지 산출 가능한 지열에너지의 총 부존량은 1.01 ×1023J로 산출되었다 이를 석유환산톤(Toe)로 환산하면 2.40 ×1012 로 산출한 자원의 2%를 사용한다고 했을 때 약 480억 Toe 로 2020년 우리나라 전체 1차 에너지 소비량(2억 9200만 Toe)을 고려했을 때 약 160년 동안 공급할 수 있는 양이다.

## 같이 보기
- 지진 - 지하로 과도하게 파고드는 지열 발전의 경우 지진을 유발한다는 가설적 논란이 있다
  - 2017년 포항 지진 - 포항의 지열발전소가 해당 지진의 유발 원인중 하나로 지목되어 논란이 되고 있다